# Willy Hardmeyer
Willy Hardmeyer (* 13. Juni 1910 in Zürich; † 29. Mai 1986) war ein Schweizer Organist, Orgelbauexperte und Autor von Sachbüchern zum Thema Orgelbau. Sein Werk Einführung in die schweizerische Orgelbaukunst gilt als Klassiker der Schweizer Orgelfachliteratur.

## Leben und Werk
Willy Hardmeyer wurde am 13. Juni 1910 als jüngster Sohn des Seidenkaufmanns Alfred K. Hardmeyer und dessen Ehefrau Frida, geb. Vogel, in Zürich geboren. Er wuchs mit drei älteren Geschwistern in einem aus dem 19. Jahrhundert stammenden Einfamilienhaus mit großem Garten im Neumünster-Quartier auf. Aus einer musikalischen Familie stammend, erhielt er früh eine erste musikalische Ausbildung am Klavier, und mit 13 Jahren erhielt er Unterricht im Orgelspiel bei Margrit Bosch, der damaligen Hilfsorganistin am Zürcher Grossmünster. Nach der Schulzeit absolvierte er, dem Wunsch seines Vaters entsprechend, zunächst eine kaufmännische Ausbildung. Danach begann er, seinen eigenen Interessen folgend, ein Musikstudium am Zürcher Konservatorium. Dort besuchte er die Berufsorganistenklasse von Ernst Isler, dem damaligen Organisten am Fraumünster, und nahm auch Unterricht in Chorleitung und Orchesterdirigieren bei Hermann Dubs und Volkmar Andreae. Nachdem er im Jahr 1932 das Orgeldiplom erworben hatte, vervollständigte er seine Ausbildung in Paris bei Marcel Dupré. Zu seinen Lehrern in Paris zählte auch Albert Schweitzer, den er bei zahlreichen Konzertreisen begleitete. In Genf nahm er ergänzend Unterricht im Fach Orgelimprovisation bei Pierre Segond.
Hardmeyer war ab 1931 als Hilfsorganist in Kilchberg tätig, später als Organist in Wallisellen und an der Reformierten Kirche in Oerlikon tätig. Daneben trat er als Konzertorganist in Deutschland, den Niederlanden, Frankreich und Spanien auf. Aufgrund des Zweiten Weltkriegs musste er seine Konzerttätigkeit im Ausland unterbrechen und arbeitete in den Kriegsjahren als Hilfslehrer für Klavier- und Orgelspiel am Zürcher Konservatorium. 1944 übernahm er eine halbwöchige Organistenstelle am Zürcher Krematorium. Im selben Jahr lernte er bei einem Hauskonzert seine künftige Ehefrau Caroline Robin Probst aus New Jersey kennen, die er 1945 in Genf heiratete.
Als Experte für Orgelbau wurde Hardmeyer erstmals 1941 für den Bau der neuen Orgel in Hinwil berufen. Später entwarf er unter anderem die Orgelwerke für die Markuskirche in Zürich-Seebach, die Orgel der Reformierten Kirche Zürich-Balgrist sowie die Orgel der Dreifaltigkeitskirche in St. Gallen, und er disponierte zahlreiche weitere Orgeln in der Schweiz.
Im Jahr 1955 führte eine Konzertreise Hardmeyer erstmals in die Vereinigten Staaten, wo er unter anderem an der Musikakademie in Princeton, in Philadelphia, Texas, Albuquerque und in der St. Paul’s Chapel der Columbia University in New York auftrat. 1958 konzertierte er wieder in den USA, diesmal vor allem im Westen, und 1960 folgten Auftritte am New England Conservatory in Boston, an der University of Michigan in Ann Arbor, an der Berkeley University und der University of Redlands in Kalifornien sowie in der Kathedrale in Washington. Während dieser dritten USA-Reise hielt er auch Vorträge über den schweizerischen Orgelbau und Schweizer Komponisten.
Ab dem Frühjahr 1961 war Hardmeyer als Organist in der neu erbauten Thomaskirche im Gut in Zürich-Wiedikon tätig. Das von der Orgelbaufirma Kuhn erbaute Instrument mit 39 Registern hatte er selbst mit entworfen. Die Einladungen auswärtiger Künstler zu Hardmeyers Abendmusiken in der Thomaskirche, darunter KMD Berthold Schwarz aus Berlin, KMD Uwe Karsten Groß aus Braunschweig, André Fleury aus Dijon, Paul Blumenroederin aus Straßburg sowie André Marchal, Gaston Litaize und Susan Landale aus Paris, führten zu entsprechenden Gegeneinladungen nach Deutschland und Frankreich. Fast jedes Jahr übertrug das Schweizer Radio eines seiner Konzerte aus der Thomaskirche.
In den Jahren 1965 und 1969 erschienen zwei Schallplatten bei Hug bzw. Pelikan. Zudem veröffentlichte Hardmeyer einige Fachbücher zum Thema Orgelbau. Insbesondere durch sein Werk Einführung in die schweizerische Orgelbaukunst wurde er bekannt. In seinem 1970 erschienenen Buch Rund um die Orgel schreibt er über seine Erfahrungen als Orgelbauexperte und über sein Organistenleben.
Willy Hardmeyer starb am 29. Mai 1986, wenige Tage vor Vollendung seines 76. Lebensjahres. Ein Nachruf erschien unter anderem in der Schweizer Zeitschrift für reformierte Kirchenmusik Musik und Gottesdienst.

## Veröffentlichungen (Auswahl)
- Einführung in die schweizerische Orgelbaukunst. Hug, Zürich 1947.
- Rund um die Orgel. Werner Classen, Zürich 1970.